# Jack Beresford
Jack Beresford (1. ledna 1899 Londýn – 3. prosince 1977 Shiplake) byl britský veslař, který se stal trojnásobným olympijským vítězem.
Narodil se v londýnské čtvrti Chiswick v rodině polských přistěhovalců, kteří se do roku 1914 jmenovali Wiszniewski. Jeho otec Julius Beresford získal stříbrnou medaili v závodě čtyřveslic s kormidelníkem na Letních olympijských hrách 1912. Jack absolvoval Bedford School a pracoval v rodinné nábytkářské firmě, bojoval v první světové válce. Veslování se věnoval na Temži v Leander Clubu.
Na olympiádě v roce 1920 obsadil druhé místo ve skifu a v roce 1924 v této disciplíně zvítězil. Na LOH 1928 startoval na osmě a získal stříbrnou medaili, v roce 1932 vyhrál závod čtyřek bez kormidelníka a v roce 1936 spolu s Dickem Southwoodem vybojoval zlato na dvojskifu. S pěti medailemi byl nejúspěšnějším veslařem olympijské historie do roku 1996, kdy ho překonal Steve Redgrave.
Čtyřikrát vyhrál závod skifařů na Henleyské regatě (1920, 1924, 1925 a 1926) a dvakrát na regatě ve Filadelfii (1924 a 1925). Získal stříbrnou medaili ve skifu na Hrách Britského impéria 1930. Byl mu udělen Olympijský záslužný diplom a Řád britského impéria v hodnosti komandéra. Na jeho rodném domě byla v roce 2005 odhalena pamětní deska.